# Libro complido en los judizios de las estrellas

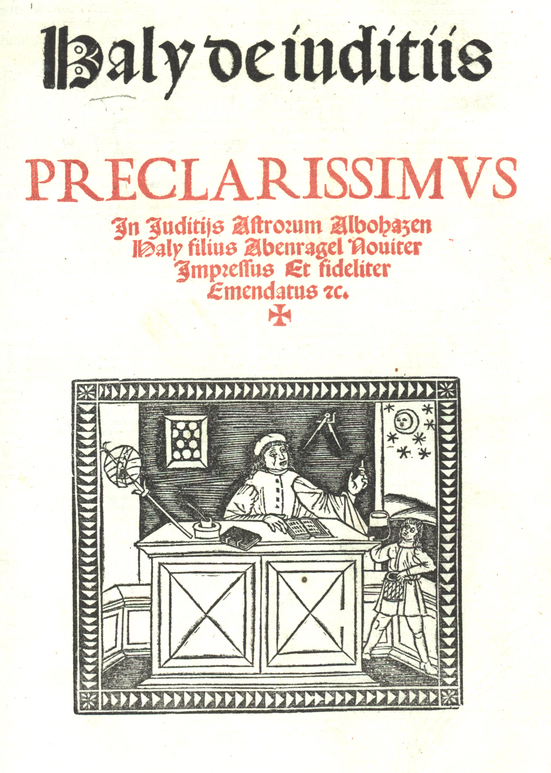
Libro complido en los judizios de las estrellas, 1523

Il Libro complido en los judizios de las estrellas è una traduzione del trattato di Abenragel, realizzata da Yehuda ben Moshe. È un trattato di astronomia che comprende anche argomenti di astrologia, come lo zodiaco e l'influenza dei pianeti nella vita delle persone.
È un'opera piuttosto avanzata per il suo tempo, dato che ricorre agli exempla ed è pioniera nell'uso di aforismi.
Secondo alcune astronomi, la traduzione, promossa dal re Alfonso X il Saggio, venne iniziata la mattina del 12 marzo del 1254. Non si sa con certezza se Yehuda ben Moshe avesse avuto collaboratori, sebbene se ne supponga l'esistenza. Solo uno di essi viene menzionato come enmendador.
Come viene indicato nel prologo, l'opera comprende otto libri:
(Apud Gómez Redondo, op. cit, pag. 392.)